# Calais (quận)
Quận Calais là một quận của Pháp, nằm ở tỉnh Pas-de-Calais, ở vùng Hauts-de-France. Quận này có 5 tổng và 28 xã.

## Các đơn vị hành chính

### Các tổng
Các tổng của quận Calais là: 
1. Calais-Centre
2. Calais-Est
3. Calais-Nord-Ouest
4. Calais-Sud-Est
5. Guînes

### Các xã
Các xã của quận Calais, và mã INSEE là: 
| 1. Alembon (62020)           | 2. Andres (62031)        | 3. Bonningues-lès-Calais (62156) | 4. Bouquehault (62161)         |
| 5. Boursin (62167)           | 6. Caffiers (62191)      | 7. Calais (62193)                | 8. Campagne-lès-Guines (62203) |
| 9. Coquelles (62239)         | 10. Coulogne (62244)     | 11. Escalles (62307)             | 12. Fiennes (62334)            |
| 13. Fréthun (62360)          | 14. Guînes (62397)       | 15. Hames-Boucres (62408)        | 16. Hardinghen (62412)         |
| 17. Herbinghen (62432)       | 18. Hermelinghen (62439) | 19. Hocquinghen (62455)          | 20. Les Attaques (62043)       |
| 21. Licques (62506)          | 22. Marck (62548)        | 23. Nielles-lès-Calais (62615)   | 24. Peuplingues (62654)        |
| 25. Pihen-lès-Guînes (62657) | 26. Saint-Tricat (62769) | 27. Sangatte (62774)             | 28. Sanghen (62775)            |